# تشارلز غاردنر (سياسي)
تشارلز غاردنر (بالإنجليزية: Charles Gardner)‏ هو سياسي أمريكي، ولد في 1828، وتوفي في 1917.